# Кусковские
«Кусковские» («Афганцы») — ОПГ города Нижнекамска. Организована воином-интернационалистом и вором-рецидивистом Игорем Куском в середине 1990-х годов, разгромлена правоохранительными органами в 2010-х годах.

## Руководитель
Лидером этой крупной банды являлся ранее судимый индивидуальный предприниматель Игорь Геннадьевич Куск (3 февраля 1967 — 6 сентября 2022) — ветеран афганской войны, бывший преподаватель начальной военной подготовки и физической культуры. Он создал банду в Нижнекамске в 1988 году, пригласив туда некоторых своих учеников, и руководил ею до февраля 2013 года, в эту банду также вошли члены нижнекамской ОПГ «Нижний Китай», в ней он был лидером до 1992 года. В 1992 году Куска осудили на 3 года лишения свободы за совершение кражи, на свободу он вышел в 1995 году, отбывал наказание в нижнекамской исправительной колонии, в лагере завоевал «криминальный авторитет», в 2008 году, несмотря на то, что долгое время находился в розыске, был условно, в особом порядке, осуждён за ношение оружия. Куску не без помощи адвокатов удалось обмануть суд в том, что он якобы был отмечен в Афганистане государственными наградами, и тем самым смягчить наказание.

## Становление банды
Костяк возрождённой Игорем Куском ОПГ состоял из некого Закирова, он убит в Москве в криминальной разборке, 26-летних Ильнура Ханипова (Торпеда), Константина Чубыкина,  «смотрящего» за «общаком» 18-летнего "Кеши" Степанова и 29-летнего Евгения Балдина, представлялись они «кусковскими», по фамилии своего лидера. Любопытно, что женой Шайхатдарова стала некая Вилена, она была сутенёршей в притоне, подаренном Куску Мамшовым, а место сбора Кусковских было кафе с названием близким лидеру банды - «Шурави». Воссозданная Куском банда имела второе название - «Афганцы», которое они получили из-за того, что в группировку входили несколько прошедших Афганистан бывших военнослужащих, к примеру, «афганец», бывший морпех по кличке Гапон, убил одного из лидеров нижнекамского ОПГ «Бродвеевские», которые 3 ноября 2001 года организовали покушение на лидера «Кусковских» и едва его не убили самого, Куск получил несколько огнестрельных ранений, но остался жив, воспользовавшись услугами частных врачей. Любопытно, что суд расценил поступок деятельно раскаявшегося, пришедшего с повинной спустя более пяти лет с момента преступления, морпеха как «причинение смерти по неосторожности», в результате Гапона приговорили к 3 годам лишения свободы в колонии-поселении.
Помимо крышевания коммерсантов, которым сообщники помышляли около 10 лет, банда известна расстрелом конкурентов, «крышующих» бензозаправку нижнекамской фирмы «Гефест», убийством заслуженного строителя Татарстана, директора фирмы «Татсантехмонтаж» Бориса Ваймана, застреленного 18 марта 2004 года, застрелил его непосредственно бандит Балдин, и ещё одним убийством, совершённым по поручению Куска рецидивистом Тимуром Халиковым — 30 декабря 1998 года Халиков, в Нижнекамске, убил из огнестрельного оружия электрика ОАО «Нижнекамскнефтехим», мужчина ранее отбывал вместе с Куском наказание в виде лишения свободы.
Долгое время оставалось нераскрытым убийство предыдущего генерального директора «Татсантехмонтажа» Василия Лузганова, следствию удавалось доказать лишь избиение «кусковскими» несговорчивого снабженца его фирмы Сергея Майорова, — Ханипов и Бажитов избили Майорова арматурой в подъезде, потерпевший получил инвалидность, за это и другие преступления в 2008 году Верховный суд РТ приговорил Ханипова и Бажитова к 15 и 7 годам лишения свободы в колонии строгого режима соответственно. В 2016 году доказать причастность Шайхатдарова к убийству Лузганова всё же удалось, преступление было совершено Андреем Садыковым и Леонидом Алексеевым под общим покровительством Куска, причиной являлся спор хозяйствующих субъектов предприятия. Преступление удалось раскрыть, поскольку в декабре 2015 года один из осуждённых по делу «Кусковских» заключил досудебное соглашение о сотрудничестве со следствием и изложил обстоятельства убийства Лузганова, причем, убийство заказывалось, как и в случае с покушением на Мамшова, к дню рождения жертвы.

## Убийства Лузганова и Ваймана
Все самые громкие эпизоды преступной деятельности «кусковских» связаны с деятельностью фирмы «Татсантехмонтаж». В результате «опеки» бандитов, ОАО «Татсантехмонтаж» стало печально известно убийствами двух вышеуказанных именитых директоров, - заслуженных строителей республики, и покушением на убийство одного из менеджеров предприятия. Старейший руководитель предприятия Василий Лузганов стал первой жертвой, он был застрелен из пистолета ПСМ в подъезде собственного дома по улице Карла Маркса 26 февраля 2001 года.
В 2000 году Лузганов узнал, что возглавлявший Управление производственно-технологической комплектации ОАО «Татсантехмонтаж» снабженец Леонид Алексеев занимается приписками в интересах группы преступников из Нижнекамска ОПГ «Кусковские», за что был немедля уволен Лузгановым. Алексеев затаил обиду и предложил своему бизнес-партнеру Ниязу Шайхатдарову из «Кусковских» организовать убийство бывшего шефа за деньги, Шайхатдаров пригласил двоих киллеров: нижнекамца Андрея Садыкова и его двоюродного брата, перебивавшегося случайными заработками выпускника кулинарного техникума, Владимира Матвейчева из Казани (скончался в 2009 году от наркотиков), которые и застрелили Лузганова за 100 тыс. рублей.
В 2004 году преемник Василия Лузганова по «Татсантехмонтажу» заслуженный строитель Татарстана Борис Вайман был так же застрелен бандитами из нижнекамской бригады «Кусковских».
Несмотря на то, что фирма Лузганова и Ваймана в 1990-х находилась под влиянием ОПГ «Жилка», именно бандитам Куска к 2000-м годам удалось запугать менеджмент компании, в том числе нового гендиректора Рафика Заляева настолько, что в 2005 году бандит Алексеев был восстановлен в прежней должности снабженца и продолжил проводить операции в интересах криминала. Чтобы помешать этому, новый гендиректор поручил заместителю Сергею Майорову контроль за сферой закупок и финансами, в том же году двое молодых членов ОПГ пытались убить Майорова металлическими прутами, после чего Заляев передал управление предприятием Леониду Алексееву и отказался от попыток обуздать бандитов. Убийство Лузганова и другие преступления членов банды Куска стали открываться через покушение на Майорова, позже в ходе расследования дела ОПГ «Кусковские» были установлены исполнители убийства Бориса Ваймана, в мае 2015 года Верховный суд РТ признал членов ОПГ виновными в этом и ряде других преступлений, лидер группировки Игорь Куск был приговорён к 23 годам колонии. Неожиданно информацией об убийстве Лузганова поделился один из осуждённых, с этого момента следствие вышло на заказчика и исполнителей убийства Лузганова.
Лузганов Василий Митрофанович (5 февраля 1940 — 26 февраля 2001 года) был ценным специалистом, депутатом Верховного Совета Республики Татарстан XII созыва, избирался депутатом Ленинского районного, Казанского городского Советов народных депутатов, руководил крупными трестами. Награждён орденом «Знак Почета», являлся заслуженным строителем Республики Татарстан, заслуженным строителем Российской Федерации.

## Участие Марселя Гафарова
Активное участие в расследовании преступлений банды «Кусковских» проявил опытный оперативник Марсель Гафаров, он же расследовал дело дружественной Куску ОПС «Мамшовские», адвокат группировок Ирина Плотникова хотела избавиться именно от этого сотрудника полиции. Кроме Плотниковой, которая была осуждена за чрезмерно ретивую защиту Кусковских, Верховный суд Татарстана наказал адвоката Нижнекамского филиала адвокатской палаты РТ Николая Петрова, его приговорили к штрафу за клевету.
За успешное раскрытие преступлений крупнейшего преступного сообщества «Мамшовские» подполковнику полиции заместителю начальника Отдела УУР МВД по Татарстану Марселю Гафарову, приказом Министра внутренних дел Российской Федерации, присвоено звание «полковник полиции», Гафаров был также отмечен за работу по банде Куска. Однако, по утверждению многочисленных осведомителей сыщика, методы дознания, в стиле Глеба Жеглова, по «мамшовским» и «кусковским» самого Гафарова являлись сомнительными, не скрывал своего возмущения и агент Гафарова, сын одного из директоров ОАО «Нижнекамскнефтехим», Рустем Шияпов. Невыясненными остались обстоятельства перевода Гафарова на нижестоящую должность с поста начальника отдела УУР МВД.

## Разгром
Игоря Куска задержали 16 февраля 2013 года, в 2015 году Куск получил свой третий срок — 23 года лишения свободы, остальным бандитам назначили наказание от 17 до 21 года в исправительной колонии строгого режима. По признанию прокуроров, процессуальная борьба с «Кусковскими» всегда была сложной, отчасти, это объясняется неплохими организаторскими способностями самого Куска и профессиональной работой личного адвоката группировки Ирины Плотниковой, которая не только была гражданской женой Куска, но и помогала ему и другим бандитам, например, Мамшову, налаживать коррупционные связи, что в начале 2014 года привело и её на нары.
Приговор «Кусковским» выносил судья Верховный Суд Республики Татарстан Эдуард Абдуллин. Спустя несколько лет Абдуллин отмечал, что «лично в расправах лидер участия не принимал, только давал указания», однако, являлся, без сомнения, яркой личностью, тогда же судья вспоминал о фактической поддержке Куска представителями афганского движения:

Он прошел Афганистан и в Нижнекамске был председателем союза ветеранов войны в Афганистане. И совмещал эту общественную деятельность с преступной. На процесс в суд пришло очень много воинов-«афганцев» — зал был заполнен. Все эти зрители были, конечно, на стороне обвиняемого. Поменяли ли они свое мнение после приговора — не знаю.— Судья ВС РТ Эдуард Абдуллинов о Игоре Куске, «Реальное время», 2018.

### Смерть Игоря Куска
В 2022 году, отбыв только 9 лет из своего 23-летнего срока, Куск был освобождён из колонии. 25 июля он в составе ЧВК «Вагнер» отправился на войну против Украины, где погиб 6 сентября под Бахмутом от попавшего в голову осколка.
Тело погибшего Куска доставили в аэропорт Бегишево утром 23 сентября, а оттуда перевезли в церковь в посёлке Красный Ключ. Несмотря на преступную деятельность и неотбытый тюремный срок, Игоря Куска похоронили на аллее героев в Нижнекамске.